# Département Kouh Ouest
Das Département Kouh Ouest (West-Kouh) ist ein Département im Südwesten des Tschad. Es liegt im zentral-östlichen Teil der Provinz Logone Oriental, die Hauptstadt ist Béboto. Beim Zensus im Jahr 2009 wurden 50.509 Einwohner gezählt.

## Verwaltungsuntergliederung
Das Département ist in drei Unterpräfekturen unterteilt:
- Béboto
- Baké
- Dobiti